# Боронедду
Боронедду (італ. Boroneddu, сард. Boroneddu) — муніципалітет в Італії, у регіоні Сардинія,  провінція Ористано.
Боронедду розташоване на відстані близько 370 км на південний захід від Рима, 105 км на північ від Кальярі, 35 км на північний схід від Ористано.
Населення — 152 особи (2014).
Щорічний фестиваль відбувається 10 серпня. Покровитель — святий мученик Лаврентій.

## Демографія
Населення за роками:

Станом на 1 січня 2023 року в муніципалітеті офіційно проживало 6 іноземців (громадян Румунії).

## Сусідні муніципалітети
- Гіларца
- Содді
- Тадазуні